# Anous ceruleus
El gaviotín de San Ambrosio o tiñosa azulada (Anous ceruleus), es una especie de ave Charadriiforme de la familia Laridae. Anida en la isla de San Ambrosio.

## Distribución y hábitat
Habita en Samoa Americana, las Islas Cook, Fiyi, Polinesia Francesa, Kiribati, Islas Marshall, Nueva Caledonia, Samoa, Tonga (Niua), Tuvalu y Hawái; divagante en Australia y Japón. Su hábitat natural son los mares abiertos y superficiales en regiones tropicales y subtropicales.